# Augusto César Lima Brito
Augusto César Lima Brito (Rio de Janeiro, 17 settembre 1991) è un cestista brasiliano con cittadinanza spagnola.

## Carriera
Con il Brasile ha disputato i Giochi olimpici di Rio de Janeiro 2016, i Campionati mondiali del 2019 e tre edizioni dei Campionati americani (2011, 2015, 2022).

## Palmarès
- Campionato spagnolo: 1

Real Madrid: 2015-16
- Campionato lituano: 1

Žalgiris Kaunas: 2016-17
- Copa del Rey: 2

Real Madrid: 2016
Málaga: 2023
- Coppa di Lituania: 1

Žalgiris Kaunas: 2017
- Basketball Champions League: 1

Málaga: 2023-2024